# Episodi di The Good Place (terza stagione)
La terza stagione della serie televisiva The Good Place, composta da 12 episodi, è stata trasmessa in prima visione negli Stati Uniti d'America sul canale NBC, dal 27 settembre 2018  al 24 gennaio 2019.
In Italia la stagione è stata trasmessa in prima visione su Joi, dal 28 febbraio al 4 aprile 2019.
| nº | Titolo originale                    | Titolo italiano                    | Prima TV USA      | Prima TV Italia  |
| -- | ----------------------------------- | ---------------------------------- | ----------------- | ---------------- |
| 1  | Everything Is Bonzer!               | Tutto bene nell'emisfero australe! | 27 settembre 2018 | 28 febbraio 2019 |
| 2  | The Brainy Bunch                    | Le belle menti                     | 4 ottobre 2018    | 7 marzo 2019     |
| 3  | The Snowplow                        | Lo spazzaneve                      | 11 ottobre 2018   | 7 marzo 2019     |
| 4  | Jeremy Bearimy                      | Jeremy Bearimy                     | 18 ottobre 2018   | 14 marzo 2019    |
| 5  | The Ballad of Donkey Doug           | La ballata di Zuccone Doug         | 25 ottobre 2018   | 14 marzo 2019    |
| 6  | A Fractured Inheritance             | Un'eredità spaccata                | 1º novembre 2018  | 21 marzo 2019    |
| 7  | The Worst Possible Use of Free Will | Libero arbitrio                    | 8 novembre 2018   | 21 marzo 2019    |
| 8  | Don't Let the Good Life Pass You By | Colui che ha visto                 | 15 novembre 2018  | 28 marzo 2019    |
| 9  | Janet(s)                            | Il vuoto di Janet                  | 6 dicembre 2018   | 28 marzo 2019    |
| 10 | The Book of Dougs                   | Il libro dei Doug                  | 10 gennaio 2019   | 4 aprile 2019    |
| 11 | Chidi Sees the Time-Knife           | Il nuovo distretto                 | 17 gennaio 2019   | 4 aprile 2019    |
| 12 | Pandemonium                         | Pandemonio                         | 24 gennaio 2019   | 4 aprile 2019    |

## Tutto bene nell'emisfero australe!
- Titolo originale: Everything Is Bonzer!
- Diretto da: Dean Holland
- Scritto da: Jen Statsky & Michael Schur

### Trama
Il giudice Gen autorizza Michael a viaggiare sulla Terra, dove salva le vite di Eleanor, Chidi, Jason e Tahani, creando una nuova linea temporale, ma proibisce rigorosamente qualsiasi altra interferenza. Michael e Janet osservano gli umani, che all'inizio si comportano bene, ma dopo sei mesi tornano alla loro solita vita. Chidi decide di risolvere i suoi problemi mentali, andando da una neuroscienziata, Simone, ma rinuncia alla terapia dopo che il suo collega Henry viene ferito dal consiglio di Chidi di perdere peso. Michael torna sulla Terra per spingere gli umani a incontrarsi. Spinge Eleanor a cercare Chidi e lo prepara a essere disposto a lavorare con lei; Chidi accetta di insegnare a Eleanor la filosofia morale. Michael è preoccupato quando Eleanor incoraggia Chidi ad uscire con Simone, ma Janet lo rassicura, dicendo che Chidi ed Eleanor si erano legati in modo significativo anche quando non erano romanticamente coinvolti. Shawn guida una squadra della Parte Cattiva che cerca di sabotare l'esperimento di Gen. I viaggi di Michael sulla Terra aprono un portale che il team di Shawn decide di sfruttare.
Nel frattempo, Chidi e Simone vanno ad un appuntamento e lui la bacia dopo che Eleanor si è lamentata per la sua indecisione. Chidi e Simone concepiscono una tesi di gruppo congiunta per esaminare l'effetto delle esperienze di pre-morte sulla funzione cerebrale nel processo decisionale etico. Michael continua a tornare sulla Terra illegalmente. Tahani trova l'illuminazione in un monastero, ma torna ai suoi modi di inseguire la fama dopo aver scritto un libro best seller sull'esperienza; Michael si atteggia a un uomo d'affari squallido che si paragona a Tahani e la disgusta di proposito in modo che lei si unisca al gruppo. Jason si dedica alle gare di ballo e proibisce ai suoi compagni di squadra di commettere crimini, ma decide di tornare al crimine dopo che la sua squadra subisce continue sconfitte. Michael cerca di attirare Jason in Australia con la scusa di fargli dirigere una troupe di ballo, solo per scoprire che Jason è già stato alla ricerca dell'anima, vuole trovare un significato più profondo nella vita, e quindi viene facilmente convinto a partecipare al gruppo di studio. Eleanor, Chidi, Tahani e Jason si incontrano in Australia, ma con sgomento di Michael, la Parte Cattiva invia Trevor come partecipante al gruppo.

## Le belle menti
- Titolo originale: The Brainy Bunch
- Diretto da: Jude Weng
- Scritto da: Dan Schofield

### Trama
Trevor interferisce con gli umani; allontana Chidi dagli altri suggerendo che l'amicizia di Chidi con i soggetti minaccia i risultati clinici, attira Jason e Tahani in una falsa riunione del gruppo in modo che restino soli e infastidisce nel frattempo gli umani con approcci troppo confidenziali. Michael e Janet vanno sulla Terra, ma si ritrovano a dover ostacolare Trevor senza i loro poteri; Janet è turbata dalla sua incapacità di evocare oggetti. Jason aiuta una Tahani ubriaca a tornare a casa sana e salva, ma la loro relazione rimane platonica. Eleanor è rattristata per la perdita dell'amicizia e delle lezioni di Chidi e non si reca al successivo incontro del gruppo. Chidi, incoraggiata da Simone, dice ad Eleanor che lei è una sua amica e dopo queste parole la ragazza accetta di proseguire nello studio. Il giudice Gen convoca Michael, Janet e Trevor nell'aldilà e lancia un servile Trevor nel vuoto. Dichiara che l'esperimento è terminato; gli umani devono raggiungere la soglia normale per entrare nella Parte Buona. Gen ordina a Michael e Janet di tornare alla Parte Cattiva, dove lui sarà forzatamente pensionato e lei disattivata. I poteri di Janet tornano all'improvviso e, mentre gli oggetti da lei evocati in precedenza appaiono e travolgono Gen, lei e Michael fuggono sulla Terra.

## Lo spazzaneve
- Titolo originale: The Snowplow
- Diretto da: Beth McCarthy-Miller
- Scritto da: Joe Mande

### Trama
Michael e Janet spiano i loro amici umani per un anno, manipolandoli per assicurarsi che rimangano insieme e si concentrino sul loro progetto: danno a Eleanor un biglietto della lotteria vincente da 18000 $ in modo che non si sottragga tempo per un lavoro; riconciliano Tahani con il suo ex fidanzato australiano Larry (un abile, ma insicuro fratello di Hemsworth); aiutano Jason a incontrare i fan locali di Jaguar; e forniscono a Chidi attrezzatura didattica all'avanguardia. Quando Tahani decide di trasferirsi a Londra con l'attuale fidanzato Larry, Chidi conclude che il gruppo dovrebbe sciogliersi in modo da poter iniziare a studiare nuovi partecipanti. Eleanor si oppone, proponendo agli altri di non sciogliere il gruppo, ma quando si accorge che nessuno è d'accordo con lei, impazzisce e si comporta male. Simone dice ad Eleanor che sta reagendo alla perdita del primo gruppo con cui si è mai identificata. Eleanor si scusa e i quattro accettano di riunirsi ogni anno. Insoddisfatto, Michael convince Janet ad intrufolarsi insieme nell'ufficio del giudice Gen e reimpostare la sequenza temporale, ma gli umani scoprono che stanno aprendo il portale.

## Jeremy Bearimy
- Titolo originale: Jeremy Bearimy
- Diretto da: Trent O'Donnell
- Scritto da: Megan Amram

### Trama
Michael e Janet confessano la loro identità e rivelano le esperienze del gruppo nella Parte Cattiva, che è durata 300 anni di tempo non lineare. La spiegazione impedisce agli umani di guadagnare punti e li condanna alla Parte Cattiva dopo la morte. Michael e Janet scrivono una dichiarazione, progettando di presentarsi al giudice Gen e fornire le loro istanze. Tahani dona 2 milioni di dollari in forma anonima alla Sydney Opera House; Jason poi la porta a distribuire denaro alle persone che pensano ne abbiano bisogno. Eleanor cerca di tornare a essere una persona cattiva, ma non è disposta a rubare soldi da un portafoglio che trova, anzi fa di tutto per restituirlo al suo proprietario. Chidi ha una crisi, compra caramelle per un valore di 880 $ e le cucina in un pentolone durante le lezioni; in questo modo descrive le filosofie incarnate dai partecipanti: etica delle virtù, consequenzialismo, deontologia e nichilismo. Eleanor affronta Chidi e lo porta da Michael e Janet; Tahani e Jason arrivano, e tutti e sei concordano con il piano di Eleanor di fare del bene e aiutare altre persone a entrare nella Parte Buona. Tahani ha sposato Jason per trasferirgli metà della sua ricchezza; Larry arriva per iniziare la sua vita con Tahani.

## La ballata di Zuccone Doug
- Titolo originale: The Ballad of Donkey Doug
- Diretto da: Rebecca Asher
- Scritto da: Matt Murray

### Trama
Tahani (che ha appena rotto con Larry) e Michael si recano a Jacksonville con Jason, che cerca di salvare suo padre, Donkey Doug, aiutandolo a iniziare una carriera come elettricista. Donkey Doug e Pillboi escogitano un piano per arricchirsi rapidamente nel quale vendono una bevanda energetica e un bagnoschiuma assieme a materiali rubati. Jason accetta che Donkey Doug sia una causa persa e decide invece di aiutare Pillboi; prende il posto di Pillboi in una rapina, e Donkey Doug attira la polizia in un inseguimento in modo che Jason possa scappare. Jason dice a Pillboi che lui, Tahani e Michael sono astronauti-spie e che la missione di Pillboi è adempiere ai suoi doveri nel suo lavoro nella casa di cura, dove è competente e gentile, e non di commettere crimini. A Sydney, Chidi decide di rompere con Simone per evitare di contaminare la sua vita nell'aldilà. Janet offre una simulazione di realtà virtuale, ma la prova effettiva va male; su sollecitazione di Eleanor, Chidi parla di nuovo con Simone e i due si separano con rammarico, ma amichevolmente. I sei si riuniscono a Budapest, dove Tahani intende riconciliarsi con la sorella. Janet e Michael dicono a Eleanor che sua madre ha simulato la sua morte ed è ancora viva.

## Un'eredità spaccata
- Titolo originale: A Fractured Inheritance
- Diretto da: Beth McCarthy-Miller
- Scritto da: Kassia Miller

### Trama
In Nevada, Eleanor e Michael affrontano la madre di Eleanor, Donna, che ha simulato la sua morte per non pagare i lotti acquistati a un'asta di beneficenza quand'era ubriaca. Nei panni di "Diana Tremaine", Donna ha stabilito una vita apparentemente normale con il suo fidanzato Dave e sua figlia, Patricia. Eleanor è determinata a dimostrare che Donna stia truffando Dave per poter affermare che la madre non sia mai cambiata, ma anche per gelosia: Donna non è mai stata una madre responsabile per lei come lo è per Patricia. Quando Eleanor scopre che la madre nasconde dei soldi, Donna ammette di conservarli in modo da poter scappare "nel caso in cui tutto esploda". Piuttosto che gongolare, Eleanor convince Donna a godersi la sua nuova vita e ad usare i soldi per crescere adeguatamente Patricia. Eleanor si lamenta del suo allontanamento emotivo dagli altri e Michael le dice che lei e Chidi una volta erano innamorati. 
Nel frattempo, Tahani cerca di fare pace con Kamilah a Budapest. Kamilah rifiuta le scuse di Tahani, spingendo Tahani a vandalizzare la mostra d'arte di Kamilah. Tahani si rende conto che l'ispirazione principale di Kamilah è stata la crudeltà emotiva dei loro genitori nel costringerle a competere l'una contro l'altra; Tahani e Kamilah si abbracciano e a Tahani viene attribuito il titolo di co-creatore della mostra, che si svolge regolarmente nonostante le opere siano danneggiate.

## Libero arbitrio
- Titolo originale: The Worst Possible Use of Free Will
- Diretto da: Claire Scanlon
- Scritto da: Cord Jefferson

### Trama
Michael mostra a Eleanor i suoi ricordi d'amore con Chidi nell'aldilà. Quando la loro diffidenza nei confronti di Michael aumenta, Eleanor e Chidi fuggono nella Parte Media, dove dormono insieme e professano il loro amore l'uno per l'altro. Una volta tornati a casa, affrontano Michael, che li riavvia di nuovo. Eleanor crede che il suo rapporto con Chidi sia predestinato perché Michael controllava il loro intero mondo, ma lui le spiega che spesso non è riuscito a prevedere il suo comportamento. Eleanor tuttavia sostiene che il libero arbitrio non esiste e che il comportamento di Michael potrebbe essere determinato da agenti sconosciuti, spingendo Michael a versarle del tè freddo, mentre Michael sostiene che se tutto è predestinato, i loro sforzi sono inutili e vuole credere il contrario. Michael suggerisce che Eleanor si sta difendendo per evitare di sentirsi vulnerabile. Si scusano reciprocamente ed Eleanor ammette di evitare i suoi sentimenti. 
Il gruppo si riunisce in Arizona e durante la riunione Eleanor suggerisce che, in quanto "unici esseri veramente liberi" del mondo, dovrebbero avere un impatto maggiore sul mondo; Michael li indirizza in Canada per trovare un "progetto per l'umanità". Shawn e Vicky viaggiano sulla Terra tramite un portale illegale.

## Colui che ha visto
- Titolo originale: Don't Let the Good Life Pass You By
- Diretto da: Dean Holland
- Scritto da: Andrew Law

### Trama
In Alberta (Canada), Michael e Janet trovano Doug Forcett, che ha vissuto secondo il sistema di punti dell'aldilà, da quando ne ha avuto visione dettagliata attraverso funghi allucinogeni negli anni '70. Vive in modo semplice, autosufficiente e caritatevole, ma misero; ossessionato dai punti, fa di tutto per rendere felice qualsiasi persona o creatura, e niente per se stesso. Michael consiglia a Doug di vivere come vuole, ma Doug rifiuta, temendo che potrebbe non accumulare abbastanza punti per entrare nella Parte Buona. 
Nel frattempo, i quattro umani aspettano in un bar dove i demoni, guidati da Shawn, li catturano, progettando di portare Michael e Janet nella Parte Cattiva. Michael e Janet riescono a tornare; Janet combattendo i demoni attraverso i suoi poteri, ripristinati dal contatto con il portale, li costringe a tornare nell'aldilà. Eleanor dice a Chidi che erano innamorati e che potrebbe essere di nuovo innamorata di lui. Prima di essere rispedito nella Parte Cattiva, Shawn afferma che i cari degli umani prima o poi lo raggiungeranno assieme a Doug. Michael sospetta che il sistema a punti sia difettoso; intende indagare sui contabili dell'aldilà. Quando arrivano altri demoni, Janet trasporta Michael e gli umani nel suo vuoto, causando la morte degli umani sulla Terra.

## Il vuoto di Janet
- Titolo originale: Janet(s)
- Diretto da: Morgan Sackett
- Scritto da: Josh Siegal & Dylan Morgan

### Trama
Arrivando nel vuoto di Janet, gli umani scoprono di aver tutti assunto l'aspetto di Janet, creando confusione fino a quando Janet evoca per loro abiti personalizzati. Janet e Michael visitano la contabilità, lasciando gli umani nel vuoto. Il capo contabile Neil informa Janet e Michael che nessuno è stato ammesso nella Parte Buona in 521 anni e persino Doug Forcett è destinato alla Parte Cattiva, nonostante il suo impegno a vivere una vita buona. Neil si rifiuta di credere che la Parte Cattiva abbia violato il sistema a punti e Janet esorta Michael a risolvere i problemi da solo.
Nel frattempo, Jason e Tahani scoprono che Janet e Jason si sono sposati molto tempo fa, mentre Eleanor affronta Chidi riguardo alla loro storia d'amore. Chidi nega qualsiasi sentimento romantico per lei e di essere il Chidi che l'amava, causando ad Eleanor una crisi di identità che minaccia di far collassare il vuoto di Janet. Chidi allora bacia Eleanor, guarendola dalla crisi d'identità, stabilizzando il vuoto e ripristinando l'aspetto fisico degli umani. Tutti e quattro vengono poi espulsi dal vuoto, apparendo in contabilità davanti a Michael e Janet. Michael prende il registro dei Doug (un registro completo dei punti totali di tutte le persone viventi e decedute di nome Doug) e attraverso un tubo pneumatico raggiunge, assieme a Janet e agli umani, un ufficio nella Parte Buona.

## Il libro dei Doug
- Titolo originale: The Book of Dougs
- Diretto da: Ken Whittingham
- Scritto da: Kate Gersten

### Trama
Nel "centro di corrispondenza" della Parte Buona, l'arrivo del gruppo allerta l'addetto alle poste Gwendolyn. Michael finge di essere un contabile neutrale. Tutti nella Parte Buona sono gentili, insospettabili e ligi a obbedire alle regole. Un comitato prende sul serio le preoccupazioni di Michael, ma con suo sgomento intendono trascorrere 400 anni solo selezionando gli investigatori. Eleanor prova senza esito a sfondare una porta nella Parte Buona vera e propria, dopo di che Chidi le organizza un primo appuntamento romantico. Piange per le sue emozioni complicate e trascina Chidi in un armadio per fare sesso. Tahani cerca di far sentire meglio Janet e Jason riguardo alla loro relazione passata, ma inavvertitamente li turba ripetutamente. Alla fine i tre riconoscono i loro sentimenti d'amore condivisi. Le difficoltà di Tahani fanno capire a Michael che la Parte Cattiva non ha interferito con il sistema a punti; piuttosto, la crescente complessità della vita moderna ha introdotto conseguenze non intenzionali a tutte le azioni e decisioni, con conseguenti perdite di punti netti per azioni apparentemente buone. Michael, Janet e gli umani partono per incontrare il giudice alla Casa Internazionale dei Pancake (IHOP - Infiniti Horror Ovvero Pancake), il tunnel interdimensionale dei multiversi.

## Il nuovo distretto
- Titolo originale: Chidi Sees the Time-Knife
- Diretto da: Jude Weng
- Scritto da: Christopher Encell & Joe Mande

### Trama
Nell'IHOP, Jason e Janet decidono di iniziare a frequentarsi. Dopo l'appassionato discorso di Jason sulla condizione umana, Gen accetta di vivere sulla Terra; dopo il suo tempo lì, riconosce che gli esseri umani sono in svantaggio nel processo decisionale morale e potrebbero essere migliori di quanto suggeriscano i loro punti totali. Trascina Shawn in una riunione; lui sostiene che gli esseri umani siano fondamentalmente cattivi, ma la capacità degli umani di migliorare mette in dubbio l'affermazione di Shawn. Chidi suggerisce di ripetere l'esperimento con nuovi soggetti. Le parti raggiungono i termini: Shawn selezionerà quattro umani moderatamente "cattivi" per vivere in un quartiere progettato da Michael. Mindy St. Clair acconsente a costruire il quartiere nella Parte Media. Derek è migliorato grazie a ripetuti riavvii; Jason è sconcertato dal fatto che Derek sia l'ex di Janet. Janet crea una progenie per popolare il quartiere e Chidi ed Eleanor vi si trasferiscono insieme. Shawn dice a Michael che, se l'esperimento fallisce, i torturatori degli amici di Michael saranno travestiti da Michael. Solo con Eleanor nel suo ufficio, Michael è colto da un attacco di panico quando il primo nuovo essere umano, John, si sveglia nella sala d'attesa.

## Pandemonio
- Titolo originale: Pandemonium
- Diretto da: Michael Schur
- Scritto da: Megan Amram & Jen Statsky

### Trama
Non riuscendo a far riprendere Michael, Eleanor si finge l'Architetto e dà il benvenuto a John. Tahani si rende conto che John è un giornalista di gossip che l'ha tormentata; Shawn ha scelto di proposito residenti con legami personali difficili con i quattro. Il secondo nuovo residente è Simone; Gen dichiara che i residenti di Shawn sono accettabili, ma permette a Michael di cancellare la memoria di Simone prima che incontri Chidi. Eleanor accoglie Simone. Chidi crede che non sarà in grado di evitare di contaminare l'esperimento e chiede a Michael di cancellare i suoi ricordi, il che gli richiederà di dimenticare Eleanor. Michael mostra a Chidi ed Eleanor i filmati delle molte interazioni della loro storia. Chidi spera che Eleanor lo proteggerà e che alla fine trascorreranno l'eternità insieme. Eleanor chiede a Janet il significato dell'esistenza; Janet risponde che l'amore tra gli umani è speciale perché il "pandemonio" dell'Universo non può essere compreso; promette anche il suo sostegno a Eleanor. Eleanor dà allora il benvenuto nel quartiere a uno smemorato Chidi.